# Municipio 5 New Gilead
El municipio 5 New Gilead (en inglés: Township 5, New Gilead) es un municipio ubicado en el  condado de Cabarrus en el estado estadounidense de Carolina del Norte. En el año 2010 tenía una población de 4.067 habitantes.

## Geografía
El municipio 5 New Gilead se encuentra ubicado en las coordenadas 35°27′46.14″N 80°32′34.64″O / 35.4628167, -80.5429556.